# Johannes Neunherz
Johannes Neunherz (auch Neunhertz; * 16. August 1653 in Waltersorf bei Kupferberg, Fürstentum Schweidnitz; † 26. November 1737 in Hirschberg) war ein deutscher lutherischer Geistlicher und Kirchenlieddichter.

## Leben
Neunherz war Sohn eines Webers und Kaufmanns. Er besuchte zunächst die Schule von Schmiedeberg. Jedoch musste die Familie aus Glaubensgründen nach Lauban umsiedeln. Dort besuchte er das Lyzeum, bevor er 1670 am Breslauer Maria-Magdalenen-Gymnasium aufgenommen wurde. Von dort ging er 1673 an die Universität Leipzig, an der er vor allem unter Johannes Olearius und Johann Benedict Carpzov Theologie studierte. Am 21. November 1674 erhielt er den Bakkalaureusgrad, 1675 seinen ersten Auftrag für die Erstellung von Kirchliedern durch Johann Adam Schertzer und am 27. Januar 1676 den Magistergrad.
Neunherz wurde zunächst 1678 Hilfsprediger in Lauban. 1681 wurde er Pfarrer von Kieslingswalde, bevor er 1696 die Stelle des Pfarrers von Geibsdorf erhielt. 1706 kehrte er als zweiter Diakon an die Pfarr- und Hauptkirche von Lauban zurück. 1709 wurde er schließlich als Oberpfarrer nach Hirschberg berufen. Dort legte er im Juni 1709 den Grundstein für die Gnadenkirche zum Heiligenkreuz. 1731 wurden Feierlichkeiten zu seinem fünfzigjährigen Dienstjubiläum abgehalten.
Seine Kirchenlieder fanden lange Verbreitung in den schlesischen Gesangbüchern und wurden teilweise in andere Sprachen übertragen.

## Werke (Auswahl)
- Der Gläubigen Grundfeste ihrer Seligkeit, Zipper, Görlitz 1693.
- Evangelische Hertz-Ermunterung oder Musicalische Texte auf die Sonn- und Festtage, 1698.
- Tröstliche und zur Ubung der Gottseligkeit dienliche Andachten über alle Sonn- und Festtägliche Evangelien durchs gantze Jahr/also eingerichtet/Daß sie entweder gebethet/Oder auch Nach bekandten Melodeyen gesungen werden können, Stremel, Lauban 1709.
- Eines Andächtigen Christen allerheiligste Andachts-Flammen, über alle Sonn- und Fest-Täglich Evangelien, durchs gantze Jahr also eingerichtet, daß solche Andachten entweder gebethet, oder nach denen dabey befindlichen Melodeyen gesungen werden können, Richter, Budißin 1719.